# Ahmed Hussein
Ahmed Moustafa Hussein (arabiska: أحمد مصطفى حسين, född 25 maj 1983, är en egyptisk simmare med ryggsim som specialitet.
Han deltog i två olympiska spel, 2000 och 2004.